# Petromica grimaldii
Petromica grimaldii är en svampdjursart som beskrevs av Topsent 1898. Petromica grimaldii ingår i släktet Petromica och familjen Desmanthidae. Inga underarter finns listade i Catalogue of Life.